# Fotobanka

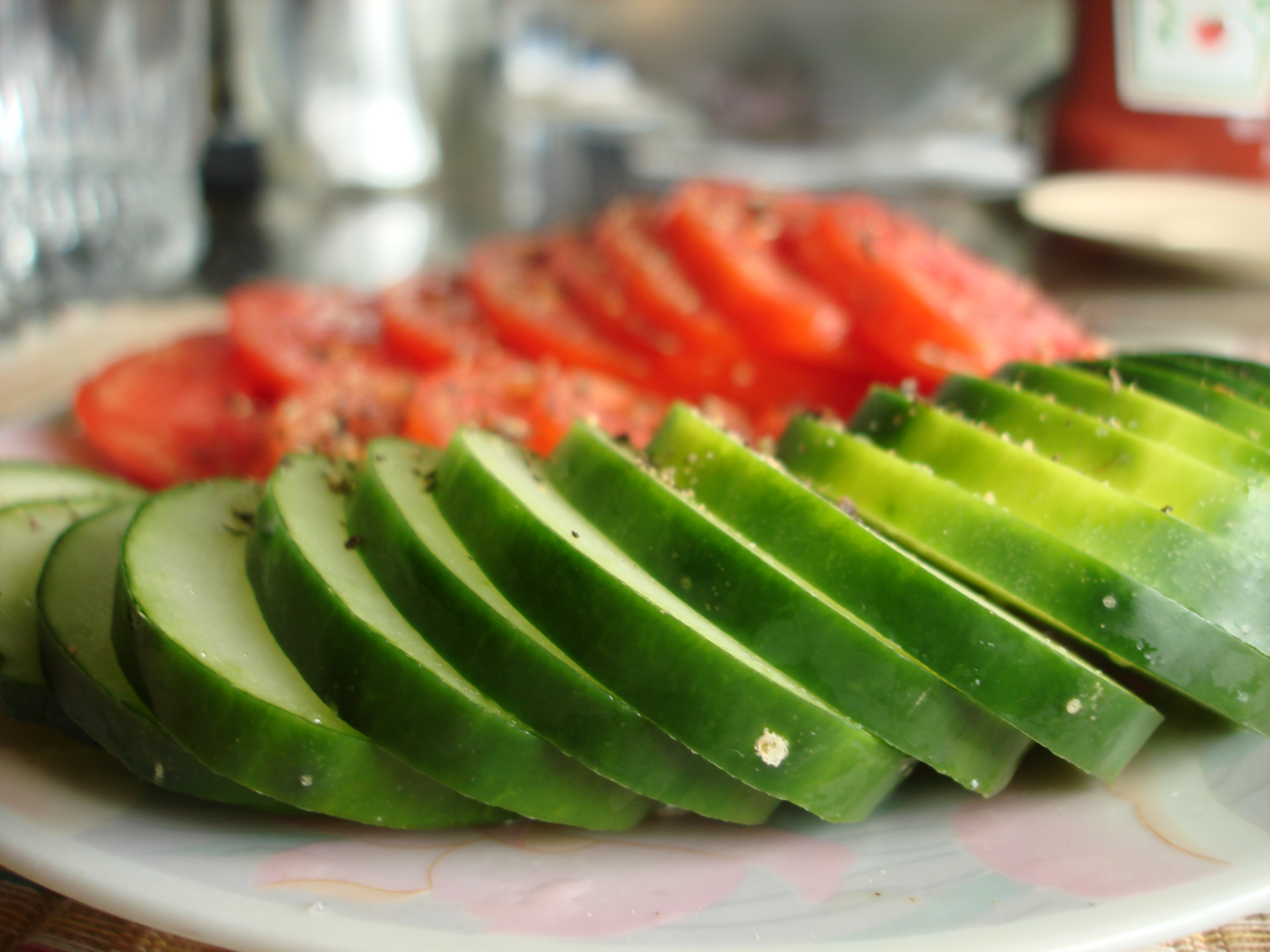
Příklad snímku z fotobanky

Fotobanka je internetové úložiště fotografií, které je možné využívat pod určitými licenčními právy. Vydavatelé, reklamní agentury, obrazoví umělci a další využívají fotografické banky k uspokojení svých potřeb. Zákazník, který využívá fotobanku místo pronájmu vlastního fotografa může ušetřit čas a peníze, ale také obětuje tvůrčí kontrolu. Úložiště s fotografiemi může být prezentováno v online databázi na internetu, s možností nakoupit online, a získat snímek přímo stažením z FTP nebo e-mailem. Databáze s fotografiemi se mohou nazývat foto archiv nebo knihovna fotografií. Moderní databáze často nabízí kromě obrázků také videa a ilustrace, žádný ze stávajících termínů neposkytuje přesný popis.

## Historie
Jednu z prvních velkých fotografických agentur založil v roce 1920 H. Armstrong Roberts, která dnes pokračuje pod názvem RobertStock.